# リファール
リファール（Lyphard、1969年 - 2005年）はフランスの競走馬。フランス・イギリス・アイルランドで走り12戦6勝の成績を残した。種牡馬としても成功し、子孫はリファール系を形成している。名前の由来はフランスのバレエダンサー・振付家のセルジュ・リファール（Serge Lifar、1905年 - 1986年）より。
フランスの短距離戦を中心に活躍。ジャック・ル・マロワ賞 (G1) 、フォレ賞 (G1) 、ダリュー賞 (G2) に勝利し1,020,239フランの賞金を獲得した。3歳時はクラシックにも挑戦したがエプソムダービー、アイリッシュダービー、リュパン賞ともに距離が長く敗れている。ほかにムーラン・ド・ロンシャン賞の2着など。
引退後は最初フランスのエトレアム牧場で、のちに（1978年-）アメリカのゲインズウェイファームで種牡馬として供用された。種牡馬成績は現役時代を凌ぐほどで1986年にはアメリカのリーディングサイアー、1978年と1979年にはフランスのリーディングサイアーに輝く成功を収めた。代表産駒は日本にも輸出されたダンシングブレーヴである。ほかにフランスクラシックホースを中心にG1馬だけで20頭ほどの産駒がいる。1996年に種牡馬を引退。2005年6月10日にゲインズウェイ・ファームで老衰により死亡した。36歳31日という記録的な長寿だった。

## 主な産駒
- ダンシングブレーヴ (*Dancing Brave) （2000ギニー、凱旋門賞、キングジョージ6世&クイーンエリザベスダイヤモンドステークス）
- マニラ (Manila) （ブリーダーズカップ・ターフ、アーリントンミリオンステークス）
- スリートロイカス (Three Troikas) （凱旋門賞、フランス1000ギニー）
- スキーパラダイス (Ski Paradise) （ムーラン・ド・ロンシャン賞、京王杯スプリングカップ）
- モガミ (*Mogami) （重賞未勝利馬だが日本で種牡馬となり、ジャパンカップを勝ったレガシーワールドなどGI級勝ち馬を4頭、中山大障害勝ち馬を6頭輩出）
- アルザオ (Alzao)（エリントン賞。引退後種牡馬入りし、産駒のウインドインハーヘアが日本で繁殖入りしディープインパクトを産んだ）
- バブルカンパニー（繁殖牝馬。日本輸入後に天皇賞（秋）勝ち馬のバブルガムフェローを産んだ。）

そのほかの産駒はリファール系を参照。

## 血統表
| リファールの血統（ノーザンダンサー系 / Pharos・Fairway 4×4=12.50%、Gainsborough 5×5=6.25%） | リファールの血統（ノーザンダンサー系 / Pharos・Fairway 4×4=12.50%、Gainsborough 5×5=6.25%） | リファールの血統（ノーザンダンサー系 / Pharos・Fairway 4×4=12.50%、Gainsborough 5×5=6.25%） | （血統表の出典）       | （血統表の出典） |
| 父 Northern Dancer 1961 鹿毛                                                                | 父の父Nearctic 1954 黒鹿毛                                                                  | Nearco                                                                                      | Pharos                 | Pharos           |
| 父 Northern Dancer 1961 鹿毛                                                                | 父の父Nearctic 1954 黒鹿毛                                                                  | Nearco                                                                                      | Nogara                 |                  |
| 父 Northern Dancer 1961 鹿毛                                                                | 父の父Nearctic 1954 黒鹿毛                                                                  | Lady Angela                                                                                 | Hyperion               | Hyperion         |
| 父 Northern Dancer 1961 鹿毛                                                                | 父の父Nearctic 1954 黒鹿毛                                                                  | Lady Angela                                                                                 | Sister Sarah           |                  |
| 父 Northern Dancer 1961 鹿毛                                                                | 父の母Natalma 1957 鹿毛                                                                     | Native Dancer                                                                               | Polynesian             | Polynesian       |
| 父 Northern Dancer 1961 鹿毛                                                                | 父の母Natalma 1957 鹿毛                                                                     | Native Dancer                                                                               | Geisha                 |                  |
| 父 Northern Dancer 1961 鹿毛                                                                | 父の母Natalma 1957 鹿毛                                                                     | Almahmoud                                                                                   | Mahmoud                | Mahmoud          |
| 父 Northern Dancer 1961 鹿毛                                                                | 父の母Natalma 1957 鹿毛                                                                     | Almahmoud                                                                                   | Arbirator              |                  |
| 母 Goofed 1960 栗毛                                                                         | 母の父Court Martial 1942 栗毛                                                               | Fair Trial                                                                                  | Fairway                | Fairway          |
| 母 Goofed 1960 栗毛                                                                         | 母の父Court Martial 1942 栗毛                                                               | Fair Trial                                                                                  | Lady Juror             |                  |
| 母 Goofed 1960 栗毛                                                                         | 母の父Court Martial 1942 栗毛                                                               | Instantaneous                                                                               | Hurry On               | Hurry On         |
| 母 Goofed 1960 栗毛                                                                         | 母の父Court Martial 1942 栗毛                                                               | Instantaneous                                                                               | Picture                |                  |
| 母 Goofed 1960 栗毛                                                                         | 母の母Barra 1950 栗毛                                                                       | Formor                                                                                      | Ksar                   | Ksar             |
| 母 Goofed 1960 栗毛                                                                         | 母の母Barra 1950 栗毛                                                                       | Formor                                                                                      | Formose                |                  |
| 母 Goofed 1960 栗毛                                                                         | 母の母Barra 1950 栗毛                                                                       | La Favorite                                                                                 | Biribi                 | Biribi           |
| 母 Goofed 1960 栗毛                                                                         | 母の母Barra 1950 栗毛                                                                       | La Favorite                                                                                 | La Pompadour F-No.17-b |                  |

- 半妹Nobiliary（父Vaguely Noble）は、サンタラリ賞、ワシントンDC国際の勝ち馬で、英ダービー2着。
- 母Goofedはアメリカでレイディーズハンディキャップ (1963年,12.0f) など4勝。
- 半妹バーブスボールド（父Bold Forbes）の孫にシーキングザパール（モーリス・ド・ゲスト賞、NHKマイルカップなど）、Magical Miss（豪1000ギニー、VRCオークスほか）などがいる。
- 祖母Barraは仏障害レースで3勝。その父Formorは仏障害種牡馬として実績を上げていた。